# Centaurea phrygia
La  centaurea frangiata  (nome scientifico  Centaurea phrygia  L., 1753)  è una pianta erbacea, angiosperma dicotiledone, perenne appartenente alla famiglia delle Asteraceae.

## Etimologia
Il nome generico (Centaurea) deriva dal Centauro Chirone. Nella mitologia greca si racconta che Chirone, ferito ad un piede, guarì medicandosi con una pianta di fiordaliso. L'epiteto specifico di questa pianta ( phrygia ) prende origine da una regione dell'Anatolia antica (la Frigia) probabilmente per una possibile origine di questa pianta.

Il binomio scientifico della pianta di questa voce è stato proposto da Carl von Linné (1707 – 1778) biologo e scrittore svedese, considerato il padre della moderna classificazione scientifica degli organismi viventi, nella pubblicazione "Species Plantarum" del 1753.

## Descrizione

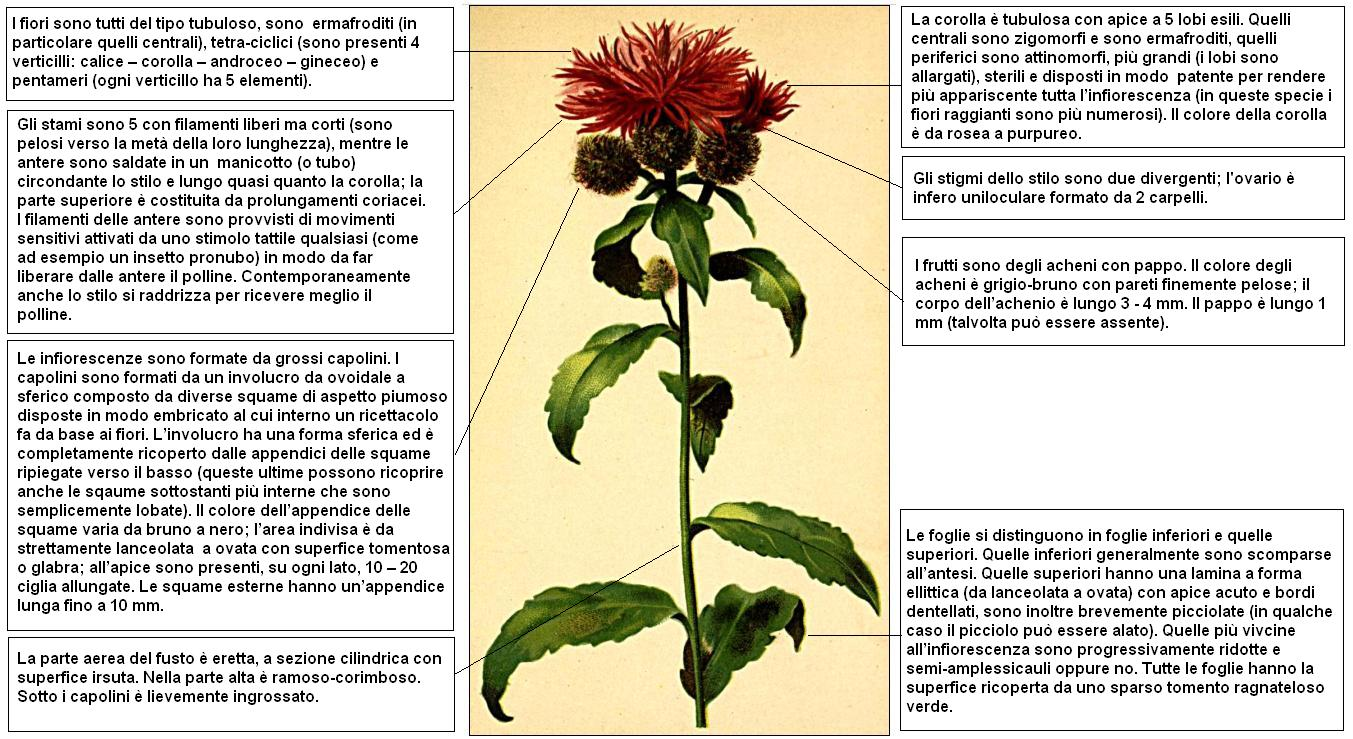
Descrizione delle parti della pianta

(La seguente descrizione è relativa alla specie  Centaurea phrygia  s.l.; per i dettagli delle varie sottospecie vedere più avanti.)

L'altezza di queste piante varia da 4 a 8 dm (massimo 10 dm). La forma biologica è emicriptofita scaposa (H scap), ossia sono piante perenni, con gemme svernanti al livello del suolo e protette dalla lettiera o dalla neve, dotate di un asse fiorale eretto e spesso privo di (o con poche) foglie.

### Radici
Le radici sono secondarie da rizoma. 

### Fusto
La parte aerea del fusto è eretta, a sezione cilindrica con superficie irsuta; nella parte alta è ramoso-corimbosa. Sotto i capolini il caule è lievemente ingrossato. In genere è foglioso.

### Foglie
Le foglie si distinguono in foglie inferiori e quelle superiori. Quelle inferiori generalmente sono scomparse all'antesi. Quelle superiori hanno una lamina a forma ellittica (o da lanceolata a ovata) con apice acuto e bordi dentellati, sono inoltre brevemente picciolate (in qualche caso il picciolo può essere alato). Quelle più vicine all'infiorescenza sono progressivamente ridotte e semi-amplessicauli oppure no. Tutte le foglie hanno la superficie ricoperta da uno sparso tomento ragnateloso verde. Dimensione delle foglie superiori: larghezza 5 – 6 cm; lunghezza 3 – 15 cm.

### Infiorescenza

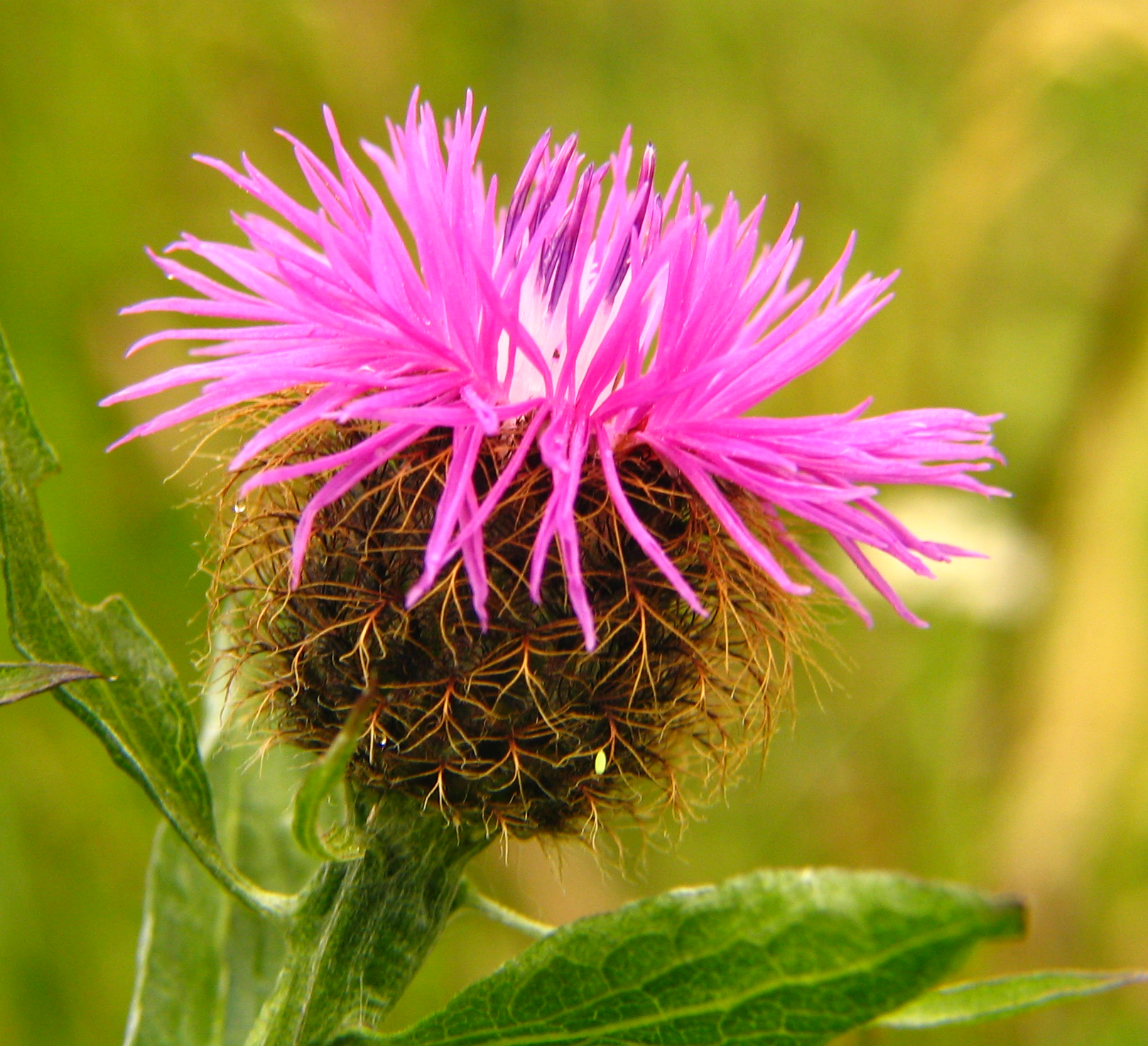
Il capolino

Le infiorescenze sono composte da grossi capolini. I capolini sono formati da un involucro a forma ovoide-globosa composto da diverse squame (brattee) di aspetto foglioso disposte in modo embricato al cui interno un ricettacolo fa da base ai fiori. L'involucro è completamente ricoperto dalle appendici delle squame ripiegate verso il basso (queste ultime possono ricoprire anche le squame sottostanti più interne che sono semplicemente lobate). Il colore dell'appendice delle squame varia da bruno chiaro a nero; l'area indivisa varia da orbicolare a lanceolata con superficie tomentosa o glabra; sull'apice sono presenti, per ogni lato, 10 – 20 ciglia allungate. Le squame esterne hanno un'appendice lunga fino a 10 mm. Diametro dei capolini: 2,5 – 6 cm. Diametro dell'involucro: più o meno da 9 a 20 mm.

### Fiore
I fiori sono tutti del tipo tubuloso (il tipo ligulato, i fiori del raggio, presente nella maggioranza delle Asteraceae,  qui è assente), sono ermafroditi (in particolare quelli centrali), tetra-ciclici (sono presenti 4 verticilli: calice – corolla – androceo – gineceo) e pentameri (ogni verticillo ha 5 elementi).
- Formula fiorale:

- /x K {\displaystyle \infty }, [C (5), A (5)], G 2 (infero), achenio

- Calice: i sepali del Calice sono ridotti ad una coroncina di squame.
- Corolla: la corolla è tubulosa con apice a 5 lobi esili. Quelli centrali sono zigomorfi e sono ermafroditi, quelli periferici sono attinomorfi, più grandi (i lobi sono allargati), sterili e disposti in modo patente per rendere più appariscente tutta l'infiorescenza (in queste specie i fiori raggianti sono numerosi).[3]. Il colore della corolla è da roseo a purpureo. Lunghezza dei fiori fertili: 20 – 25 mm (quelli periferici sterili sono molto più lunghi).
- Androceo: gli stami sono 5 con filamenti liberi ma corti (sono pelosi verso la metà della loro lunghezza), mentre le antere sono saldate in un manicotto (o tubo) circondante lo stilo e lungo quasi quanto la corolla; la parte superiore è costituita da prolungamenti coriacei.[15] I filamenti delle antere sono provvisti di movimenti sensitivi attivati da uno stimolo tattile qualsiasi (come ad esempio un insetto pronubo) in modo da far liberare dalle antere il polline. Contemporaneamente anche lo stilo si raddrizza per ricevere meglio il polline.[3]
- Gineceo: gli stigmi dello stilo sono due divergenti; l'ovario è infero uniloculare formato da 2 carpelli.[15]
- Fioritura:

### Frutti
I frutti sono degli acheni con pappo. Il colore degli acheni è grigio-bruno con pareti finemente pelose; il corpo dell'achenio è lungo 3 – 4 mm. Il pappo è lungo 0,5 – 1 mm (talvolta può essere assente).

## Biologia
- Impollinazione: l'impollinazione avviene tramite insetti (impollinazione entomogama).
- Riproduzione: la fecondazione avviene fondamentalmente tramite l'impollinazione dei fiori (vedi sopra).
- Dispersione: i semi cadendo a terra (dopo essere stati trasportati per alcuni metri dal vento per merito del pappo – disseminazione anemocora) sono successivamente dispersi soprattutto da insetti tipo formiche (disseminazione mirmecoria).

## Tassonomia
La famiglia di appartenenza di questa voce (Asteraceae o Compositae, nomen conservandum) probabilmente originaria del Sud America, è la più numerosa del mondo vegetale, comprende oltre 23.000 specie distribuite su 1.535 generi, oppure 22.750 specie e 1.530 generi secondo altre fonti (una delle checklist più aggiornata elenca fino a 1.679 generi). La famiglia attualmente (2021) è divisa in 16 sottofamiglie.
La tribù Cardueae (della sottofamiglia Carduoideae) a sua volta è suddivisa in 12 sottotribù (la sottotribù Centaureinae è una di queste).
Il genere Centaurea elenca oltre 700 specie distribuite in tutto il mondo, delle quali un centinaio sono presenti spontaneamente sul territorio italiano.

### Filogenesi
La classificazione della sottotribù rimane ancora problematica e piena di incertezze. Il genere di questa voce è inserito nel gruppo tassonomico informale Centaurea Group formato dal solo genere Centaurea. La posizione filogenetica di questo gruppo nell'ambito della sottotribù è definita come il "core" della sottotribù; ossia è stato l'ultimo gruppo a divergere intorno ai 10 milioni di anni fa.
La specie C. phrygia fa parte del gruppo delle centauree le cui brattee (o squame) dell'involucro terminano con una appendice chiaramente separata (tramite una strozzatura) dal corpo sottostante della squama (appendici non decorrenti) e all'apice è presente una singola spina oppure le brattee sono inermi (In base alla suddivisione proposta da Pignatti). Questa suddivisione comunque è priva di valore tassonomico ma puramente di comodo dato il grande numero di specie spontanee presenti sul territorio italiano.
Questa specie è molto variabile nella sua morfologia. Sono individuate oltre 10 sottospecie, 3 delle quali sono presenti nella flora spontanea italiana (vedi più avanti).
Il numero cromosomico di  C. phrygia  è: 2n = 22 (diploide - per le specie della verso la Russia) e 2n = 44 (tetraploide - per le specie delle zone attorno alla Slovenia). Questi due citotipi possono essere considerati come due taxa autonomi in quanto sono isolati riproduttivamente; hanno delle distinte distribuzioni geografiche e solamente una piccola zona centrale di contatto; in effetti le popolazioni miste sono pochissime..

### Variabilità
La variabilità per la specie di questa voce è data soprattutto dall'alto grado di poliploidia della sua composizione cromosomica; sono stati riscontrati individui pentaploidi o anche esaploidi. Questo complica notevolmente la tassonomia di questa specie. Ad esempio Pignatti nella “Flora d'Italia” (prima edizione) ha descritto il Gruppo di Centaurea phrygia  composto oltre dalla specie di questa voce anche dalla specie Centaurea stenolepis  Kerner , ora (nella seconda edizione della "Flora d'Italia") considerata sottospecie di C.phrygia. Anche alcune attuali checklist della flora spontanea italiana propongono di separare le due entità in specie distinte (per l'esattezza al posto della phrygia viene indicata la Centaurea pseudophrygia C.A. Mey.).

Qui di seguito sono descritte le sottospecie presenti in Italia.

#### Sottospeciephrygia
- Nome scientifico: Centaurea phrygia  subsp. phrygia.
- Descrizione: le foglie cauline non sono abbraccianti; le appendici delle brattee dell'involucro sono completamente nere; le appendici delle brattee esterne sono lunghe fino a 6 mm e non ricoprono quelle più interne.
- Distribuzione: forse non più presente in Italia.
- Geoelemento: il tipo corologico (area di origine) è Centro-Est Europeo.

#### Sottospeciepseudophrygia

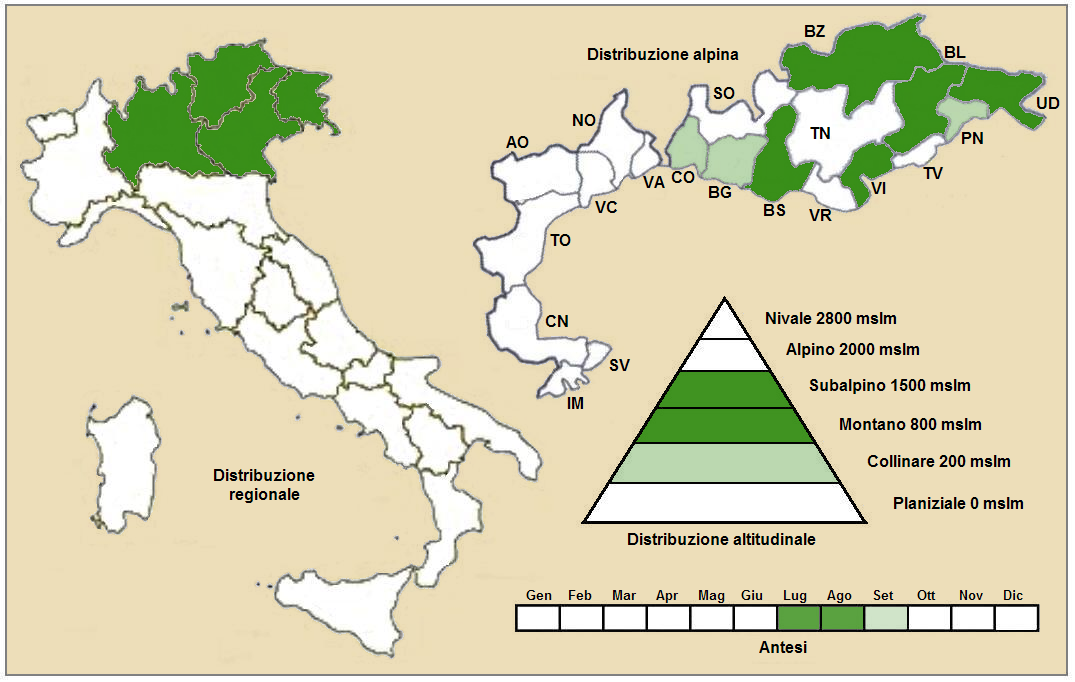
Distribuzione della sottospecie pseudophrygia
(Distribuzione regionale – - Distribuzione alpina)

- Nome scientifico: Centaurea phrygia  subsp.  pseudophrygia  (C.A. Meyer) Gugler, 1904.
- Basionimo: il basionimo per questa sottospecie è Centaurea pseudophrygia C.A.Mey..
- Descrizione: l'altezza della pianta varia da 20 a 80 cm; le foglie cauline sono abbraccianti il caule; il diametro del capolino varia da 40 a 60 mm; le appendici delle squame sono colorate di bruno; sono lunghe quasi 10 mm e ricoprono le squame sottostanti interne.
- Antesi: da luglio a agosto (settembre).
- Geoelemento: il tipo corologico (area di origine) è Centro-Europeo o semplicemente Europeo.
- Distribuzione: in Italia è comune solamente nelle Alpi Centrali e Orientali; fuori dall'Italia (ma sempre nelle Alpi) la pseudophrygia si trova in Svizzera (cantone Grigioni), in Austria  e in Slovenia; sugli altri rilievi europei è presente nella Foresta Nera e nei monti Carpazi; altrove si trova in prevalenza nell'Europa Centro-Orientale fino alla Russia.
- Habitat: l'habitat tipico per questa sottospecie sono i cespuglieti, le boscaglie, le siepi e i pascoli alberati; ma anche gli ambienti ruderali, aree abbandonate,  scarpate, prati e pascoli mesofili, margini erbacei, arbusteti, peccete, lariceti e abetine; il substrato preferito è calcareo/siliceo ma anche siliceo con pH neutro, medi valori nutrizionali del terreno che deve essere mediamente umido.
- Distribuzione altitudinale: sui rilievi queste piante si trovano da 900 fino a 2.000 m s.l.m.; da un punto di vista altitudinale frequentano il piano vegetazionale montano e quello subalpino e in parte quello collinare.
- Fitosociologia - areale alpino: dal punto di vista fitosociologico alpino l'entità di questa voce appartiene alla seguente comunità vegetale:
Formazione: comunità delle macro- e megaforbie terrestri
Classe: Molinio-Arrhenatheretea
Ordine:  Arrhenatheretalia elatioris
Alleanza: Triseto-Polygonion bistortae
- Fitosociologia - areale italiano: per l'areale completo italiano Centaurea phrygia appartiene alla seguente comunità vegetale:
Macrotipologia: vegetazione delle praterie.
Classe: Molinio-arrhenatheretea Tüxen, 1937
Ordine: Arrhenatheretalia elatioris Tüxen, 1931
Alleanza: Triseto flavescentis-Polygonion bistortae Br.-Bl. & Tüxen ex Marschall, 1947
Descrizione: l'alleanza Triseto flavescentis-Polygonion bistortae è relativa ai prati regolarmente falciati una volta l’anno e spesso successivamente pascolati. Queste praterie in genere sono dominate da specie di taglia medio-grande e caratterizzate da un elevato numero di specie. Distribuzione: le Alpi sono il centro di diffusione di questa alleanza (Italia centro-settentrionale); questa comunità inoltre si sviluppa in vari settori montani dell’Europa temperata.

#### Sottospeciestenolepis

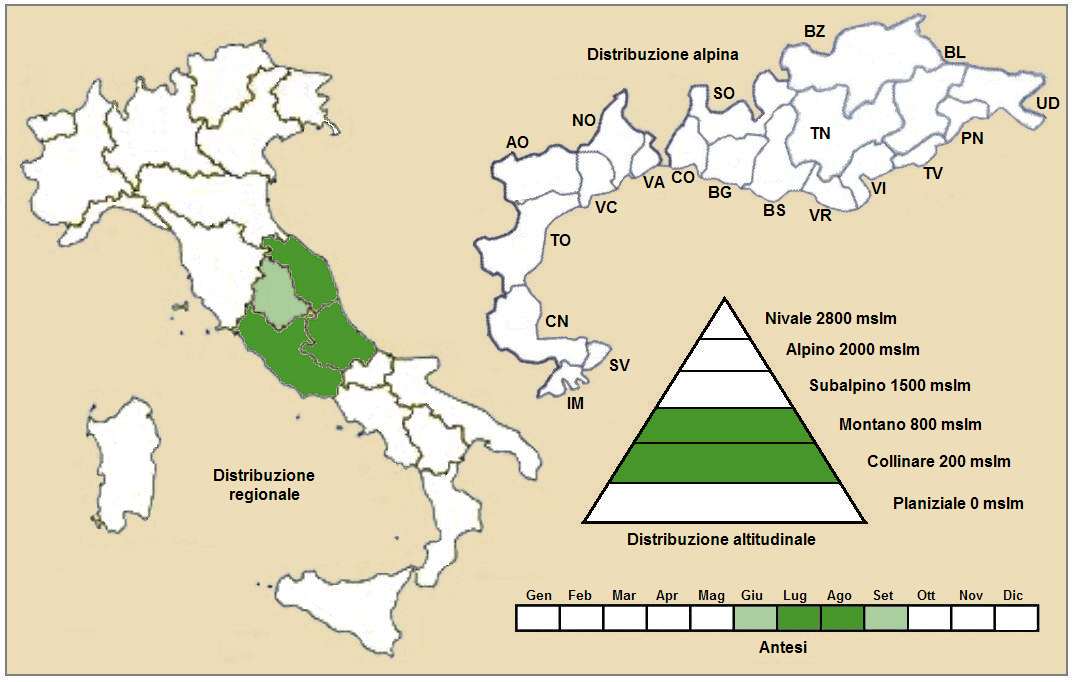
Distribuzione della sottospecie stenolepis
(Distribuzione regionale – Distribuzione alpina

- Nome scientifico: Centaurea phrygia  subsp.  stenolepis  (A. Kern.) Gugler, 1907.
- Basionimo: il basionimo per questa sottospecie è Centaurea stenolepis A. Kern..
- Nome comune: fiordaliso cirroso.
- Descrizione: l'altezza della pianta può arrivare fino a 10 dm (minimo 2 - 7 dm); la ramosità del fusto è presente solamente nella parte alta; la lamina fogliare in genere è strettamente lanceolata; la superficie è tomentoso-ragnatelosa soprattutto nelle foglie giovani; il diametro del capolino varia da 25 a 40 mm; il diametro dell'involucro varia da 10 a 14 mm; il pappo è lungo 0,5 mm.
- Antesi: da (giugno) luglio a agosto (settembre).
- Geoelemento: il tipo corologico (area di origine) è Sud Est Europeo.
- Distribuzione: in Italia è una sottospecie rara e si trova solamente nella zona centrale degli Appennini; fuori dall'Italia si trova nelle Alpi (Austria (Länder della Stiria e dell'Austria Inferiore) e nei Monti Balcani e Carpazi; /> altrove si trova in nell'Europa Centro-Meridionale fino all'Anatolia.
- Habitat: l'habitat tipico per questa sottospecie sono le radure e le boscaglie; ma anche le praterie rase e rocciose, i margini erbacei, i carpineti, querceti, betuleti e castagneti;  il substrato preferito è calcareo con pH basico, bassi valori nutrizionali del terreno che deve essere mediamente umido.
- Distribuzione altitudinale: sui rilievi queste piante si trovano da 1.000 fino a 2.000 m s.l.m.; da un punto di vista altitudinale frequentano il piano vegetazionale collinare e quello montano.
- Fitosociologia: dal punto di vista fitosociologico alpino l'entità di questa voce appartiene alla seguente comunità vegetale:
Formazione: comunità delle macro- e megaforbie terrestri
Classe: Trifolio-Geranietea sanguinei

### Altre sottospecie
Oltre alle sottospecie presenti nella flora spontanea italiana e descritte sopra, nella "Centaurea phrygia" sono considerate valide le seguenti altre varietà (non presenti sul territorio italiano:

- Centaurea phrygia subsp. abbreviata (K.Koch) Dostál, 1976 - Distribuzione: Anatolia, Transcaucasia e Ucraina
- Centaurea phrygia subsp. abnormis  (Czerep.) Greuter, 2005 - Distribuzione: Transcaucasia
- Centaurea phrygia subsp. alutacea  (Dobrocz.) Greuter, 2003 - Distribuzione: Transcaucasia e Ucraina
- Centaurea phrygia subsp. bosniaca  (Murb.) Hayek, 1931 - Distribuzione: Bosnia, Serbia e Croazia
- Centaurea phrygia subsp. carpatica  Dostál, 1976 - Distribuzione: Romania e Ucraina
- Centaurea phrygia subsp. indurata  (Janka) Stoj. & Acht., 1935 - Distribuzione: Europa Orientale-Meridionale
- Centaurea phrygia subsp. melanocalathia  (Borbás) Dostál, 1976 - Distribuzione: Slovacchia, Romania e Ucraina
- Centaurea phrygia subsp. moesiaca  Hayek, 1925 - Distribuzione: Bulgaria
- Centaurea phrygia subsp. rarauensis  (Prodan) Dostál, 1976 - Distribuzione: Romania
- Centaurea phrygia subsp. ratezatensis  (Prodan) Dostál, 1976 - Distribuzione: Romania
- Centaurea phrygia subsp. razgradensis  (Velen.) Greuter, 2003 - Distribuzione: Romania, Bulgaria e Grecia
- Centaurea phrygia subsp. salicifolia  (M.Bieb. ex Willd.) Mikheev, 1999 - Distribuzione: Ucraina, Transcaucasia e Anatolia

### Sinonimi e nomi obsoleti

#### Sinonimi
Questa entità ha avuto nel tempo diverse nomenclature. L'elenco seguente indica alcuni tra i sinonimi più frequenti:
- Centaurea abbreviata (K. Koch) Hand.-Mazz. (sinonimo della sottospecie abbreviata)
- Centaurea abnormis Czerep. (sinonimo della sottospecie abnormis)
- Centaurea alutacea Dobrocz. (sinonimo della sottospecie alutacea)
- Centaurea austriaca Willd. (sinonimo della sottospecie pseudophrygia)
- Centaurea austriaca Willd. subsp. stenolepis (A.Kern.) (sinonimo della sottospecie stenolepis)
- Centaurea bosniaca Murb (sinonimo della sottospecie bosniaca)
- Centaurea bulgarica Urum. & J. Wagner (sinonimo della sottospecie razgradensis)
- Centaurea carpatica (Porcius) Porcius (sinonimo della sottospecie carpatica)
- Centaurea carpatica (Porcius) Porcius subsp. rarauensis (sinonimo della sottospecie rarauensis)
- Centaurea cetia Wagner. (sinonimo della sottospecie stenolepis)
- Centaurea cirrhata Rchb. (sinonimo della sottospecie stenolepis)
- Centaurea conglomerata C.A.Mey.
- Centaurea elatior (Gaudin) Hayek (sinonimo della sottospecie pseudophrygia)
- Centaurea indurata Janka (sinonimo della sottospecie indurata)
- Centaurea jacea subsp. razgradensis (Velen.) Stoj. & Acht. (sinonimo della sottospecie razgradensis)
- Centaurea melanocalathia Borbás (sinonimo della sottospecie melanocalathia)
- Centaurea moesiaca Urum. & J. Wagner (sinonimo della sottospecie moesiaca)
- Centaurea nigra subsp. salicifolia (Willd.) Nyman (sinonimo della sottospecie salicifolia)
- Centaurea nigriceps Dobrocz. (sinonimo della sottospecie melanocalathia)
- Centaurea phrygia subsp.austriaca (Willd.) Gugler
- Centaurea phrygia subsp.capitata (Koch) Arcang. (sinonimo della sottospecie stenolepis)
- Centaurea phrygia subsp.nigriceps (Dobrocz.) Dostál (sinonimo della sottospecie melanocalathia)
- Centaurea phrygia subsp.pallida (Koch) Arcang. (sinonimo della sottospecie stenolepis)
- Centaurea phrygia var. elatior Gaudin (sinonimo della sottospecie pseudophrygia)
- Centaurea plumosa var. carpatica Porcius (sinonimo della sottospecie carpatica)
- Centaurea pseudophrygia C.A.Mey. (sinonimo della sottospecie pseudophrygia)
- Centaurea pseudophrygia C.A.Mey. subsp. abnormis (Czerep.) Mikheev (sinonimo della sottospecie abnormis)
- Centaurea pseudophrygia C.A.Mey. subsp. alutacea (Dobrocz.) Mikheev (sinonimo della sottospecie alutacea)
- Centaurea pseudophrygia C.A.Mey. subsp. bosniaca Murb. (sinonimo della sottospecie bosniaca)
- Centaurea pseudophrygia C.A.Mey. subsp. pseudophrygia (sinonimo della sottospecie pseudophrygia)
- Centaurea pseudophrygia C.A.Mey. subsp. ratezatensis (Prodan) Soó (sinonimo della sottospecie ratezatensis)
- Centaurea rarauensis Prodan (sinonimo della sottospecie rarauensis)
- Centaurea ratezatensis Prodan (sinonimo della sottospecie ratezatensiss)
- Centaurea razgradensis Velen. (sinonimo della sottospecie razgradensis)
- Centaurea rodnensis Simonk. (sinonimo della sottospecie carpatica)
- Centaurea salicifolia Willd. (sinonimo della sottospecie salicifolia)
- Centaurea salicifolia subsp. abbreviata K. Koch (sinonimo della sottospecie abbreviata)
- Centaurea stenolepis f. cetia Hayek (sinonimo della sottospecie stenolepis)
- Centaurea stenolepis f. stenolepis (sinonimo della sottospecie stenolepis)
- Centaurea stenolepis subsp. bansagensis (sinonimo della sottospecie razgradensis)
- Centaurea stenolepis subsp. bosniaca (Murb.) Dostál (sinonimo della sottospecie bosniaca)
- Centaurea stenolepis subsp. joannis Kárpáti (sinonimo della sottospecie bosniaca)
- Centaurea stenolepis subsp. razgradensis (sinonimo della sottospecie razgradensis)
- Centaurea stenolepis subsp. stenolepis (sinonimo della sottospecie stenolepis)
- Jacea abbreviata (K. Koch) Soják (sinonimo della sottospecie abbreviata)
- Jacea alutacea (Dobrocz.) Soják (sinonimo della sottospecie alutacea)
- Jacea bosniaca (Murb.) Holub (sinonimo della sottospecie bosniaca)
- Jacea carpatica (Porcius) Soják (sinonimo della sottospecie carpatica)
- Jacea elatior (Gaudin) Hayek (sinonimo della sottospecie pseudophrygia)
- Jacea indurata (Janka) Soják (sinonimo della sottospecie indurata)
- Jacea melanocalathia (Borbás) Holub (sinonimo della sottospecie melanocalathia)
- Jacea phrygia (L.) Soják
- Jacea phrygia (L.) Soják subsp. elatior Dostál 	(sinonimo della sottospecie pseudophrygia)
- Jacea phrygia (L.) Soják subsp. melanocalathia Soják (sinonimo della sottospecie melanocalathia)
- Jacea phrygia (L.) Soják subsp. phrygia
- Jacea plumosa Lam.
- Jacea pseudophrygia (C.A.Mey.) Holub (sinonimo della sottospecie pseudophrygia)
- Jacea ratezatensis (Prodan) Holub (sinonimo della sottospecie ratezatensiss)
- Jacea razgradensis (Velen.) Holub (sinonimo della sottospecie razgradensis)
- Jacea salicifolia (Willd.) Soják (sinonimo della sottospecie salicifolia)
- Jacea stenolepis (A.Kern.) Soják (sinonimo della sottospecie stenolepis)

#### Nomi obsoleti
L'elenco seguente indica alcuni nomi della specie di questa voce non ritenuti più validi (tra parentesi il taxon a cui si riferisce attualmente il nome obsoleto):
- Centaurea phrygia subsp. degeniana Stoj. & Acht. (sinonimo di Centaurea degeniana J.Wagner)
- Centaurea phrygia var. phrygia (sinonimo di Centaurea nigra L.)

### Specie simili
Diverse sono le specie simili a quella di questa voce. La tabella sottostante mette a confronto alcuni caratteri di alcune di queste specie.
| Specie        | Altezza (cm) | Fusto                              | Foglie                                   | Diametro capolino (mm) | Involucro (mm)                                | Appendice delle squame                               | Fiori                        |
| ------------- | ------------ | ---------------------------------- | ---------------------------------------- | ---------------------- | --------------------------------------------- | ---------------------------------------------------- | ---------------------------- |
| C. jacea      | 30 - 110     | Poco ramoso                        | Intere lanceolato-ovate                  | 25 - 45                | 12 – 15, cilindrico                           | Cartilaginea sub-rotonda con bordo denticolato       | Purpurei raggianti           |
| C. nervosa    | 10 - 40      | Semplice con un solo capolino      | Intere lanceolato-acute                  | 40 – 60                | 15 - 20, sferico, ricoperto dalle appendici   | Piumosa di colore ferruginoso                        | Purpurei raggianti           |
| C. nigra      | 30 - 80      | Mediamente ramoso                  | Intere ovato-lanceolate (a volte lobate) | 15 - 30                | 14 – 18, cilindrico                           | Nera con 10-20 ciglia per lato                       | Rosso-purpurei non raggianti |
| C. nigrescens | 30 - 100     | Con abbondanti rami eretto-patenti | Intere lanceolate, raramente lobate      | 25 - 40                | 8 – 11, cilindrico, ricoperto dalle appendici | Nerastra e triangolare con 6-8 brevi frange per lato | Purpurei raggianti           |
| C. phrygia    | 20 - 100     | Ramoso con diversi capolini        | Intere ellittiche                        | 20 – 60                | 15 – 20, sferico, ricoperto dalle appendici   | Bruna con 10-20 ciglia per lato (lunga 10 mm)        | Roseo-purpurei raggianti     |